# Louis Meijer

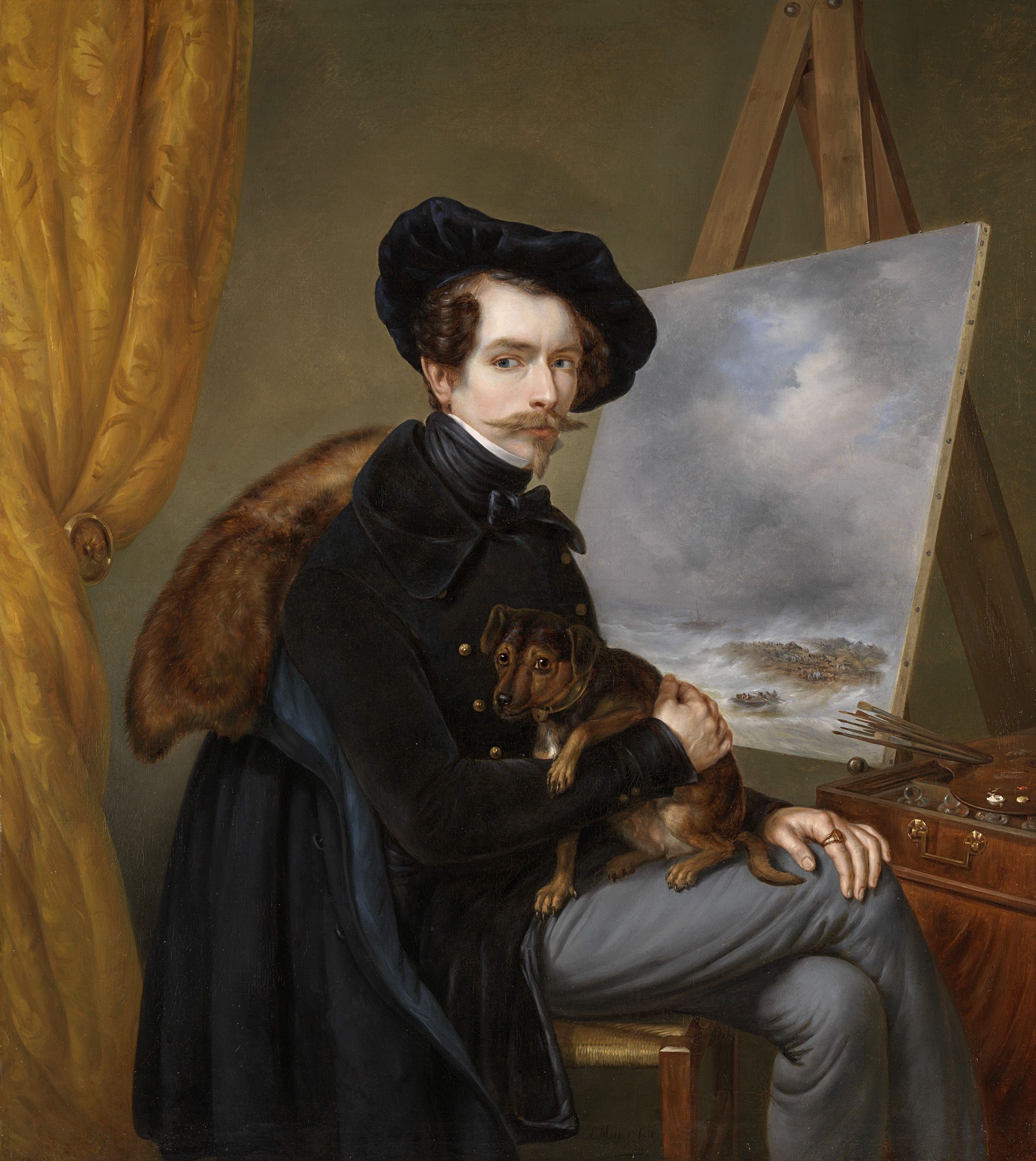
Autorretrato, 1838

Johan Hendrik Louis Meijer (Amsterdam, 9 de março de 1809 - Utrecht, 31 de março de 1866 foi um pintor, litógrafo e desenhista holandês conhecido por suas marinas.
Estudou com George Pieter Westenberg e  Jan Willem Pieneman, e era professor di Matthijs Maris;  morou em Deventer, em Paris e na Haia.

## Galeria

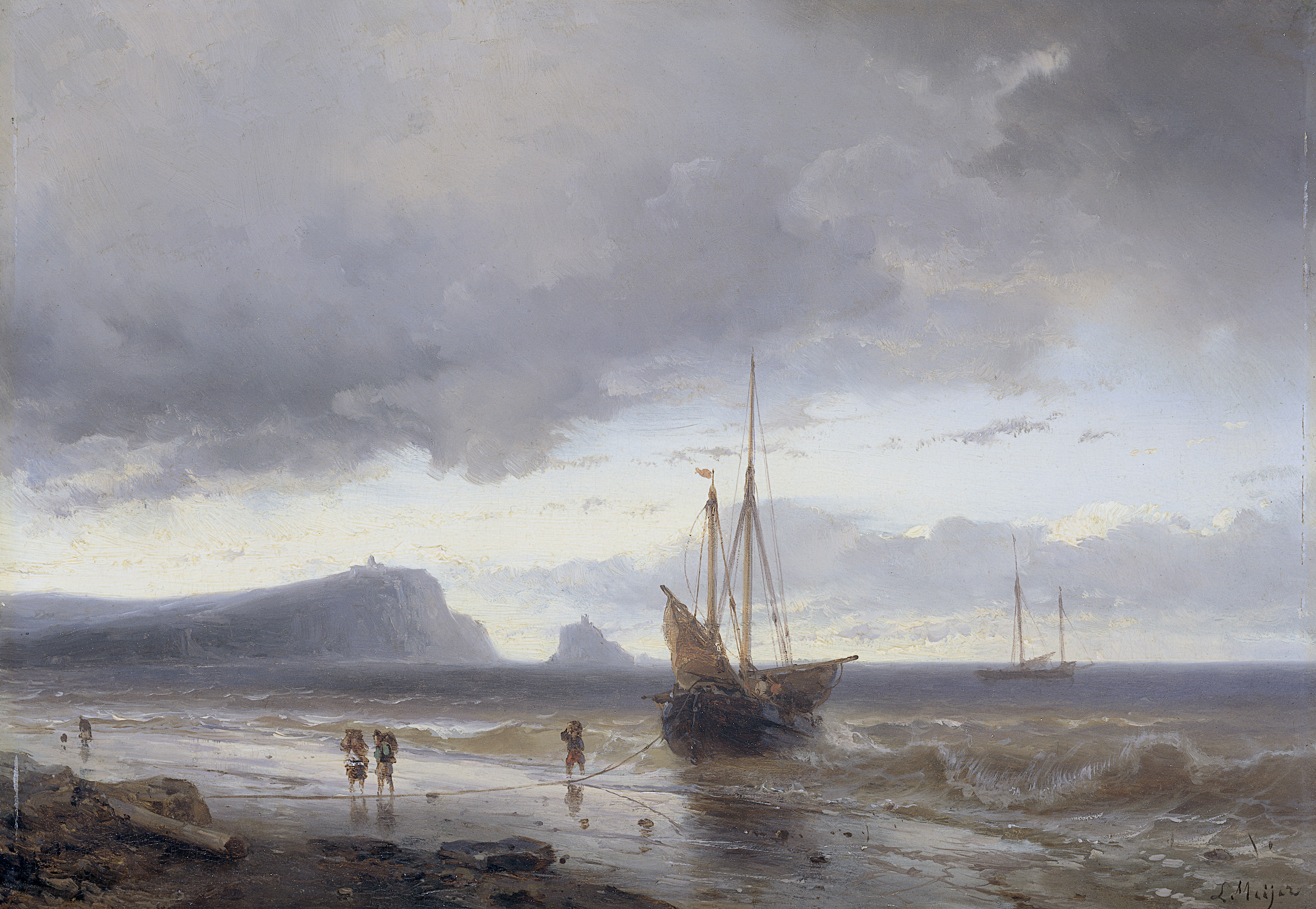
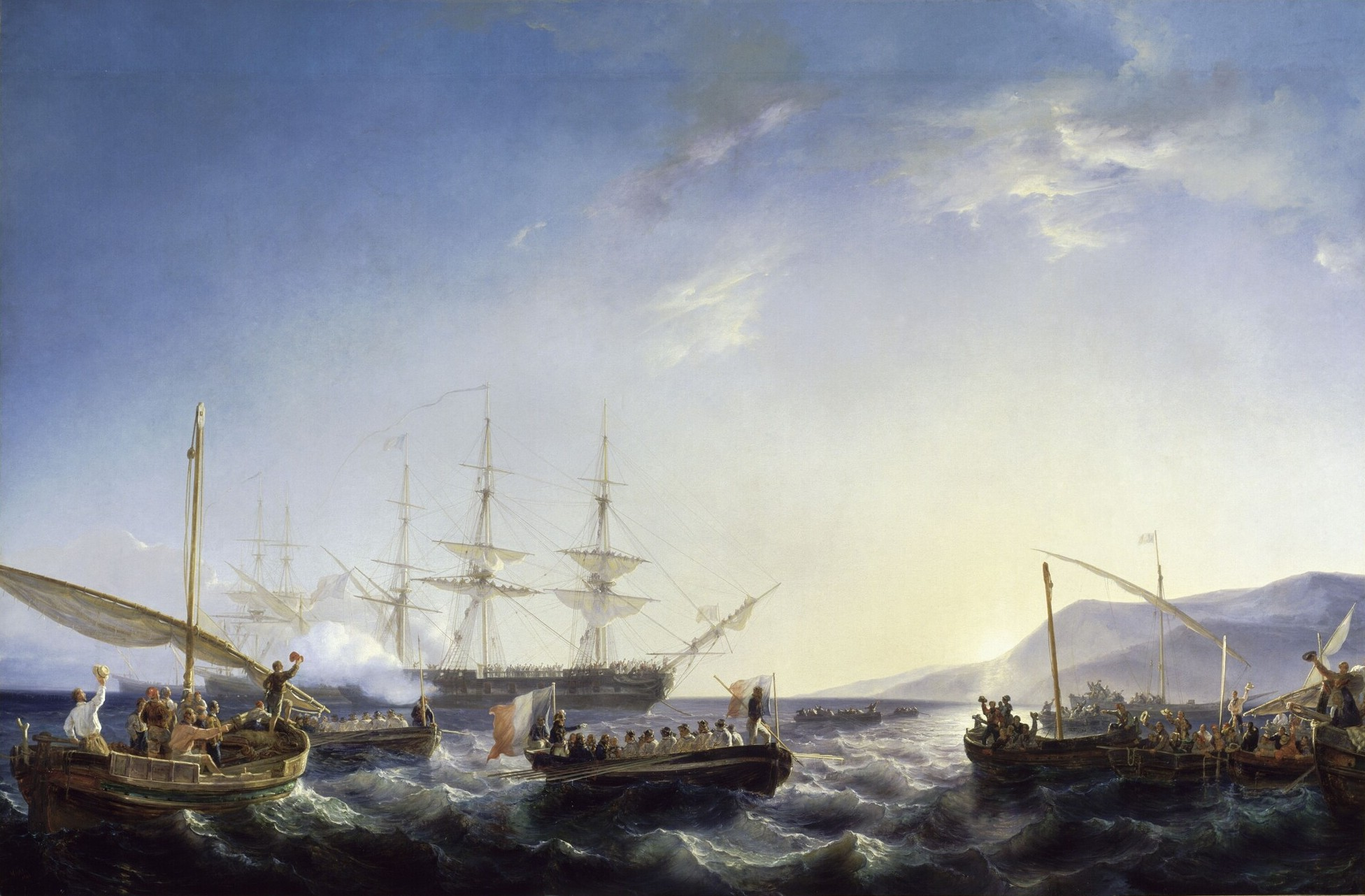
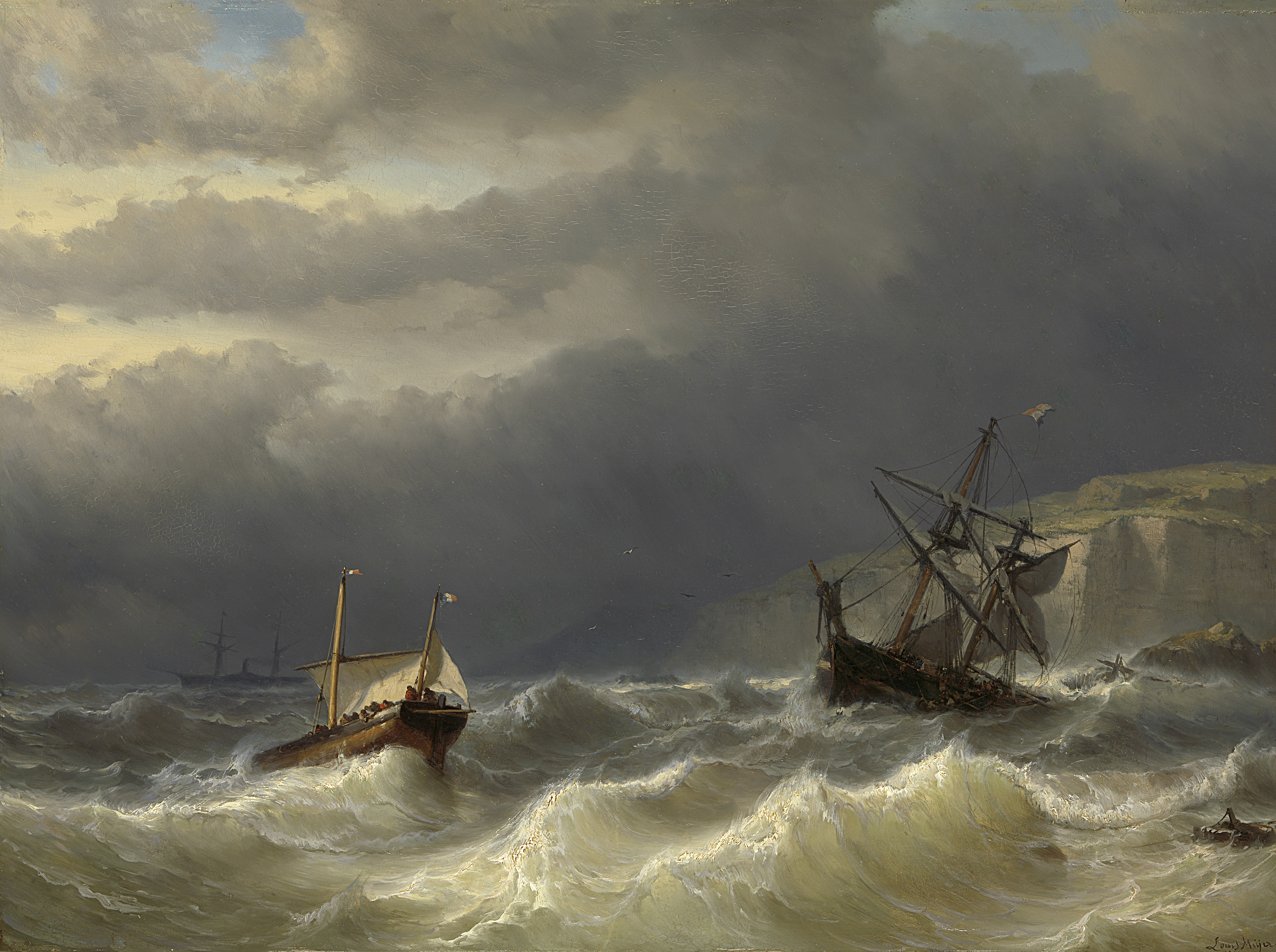
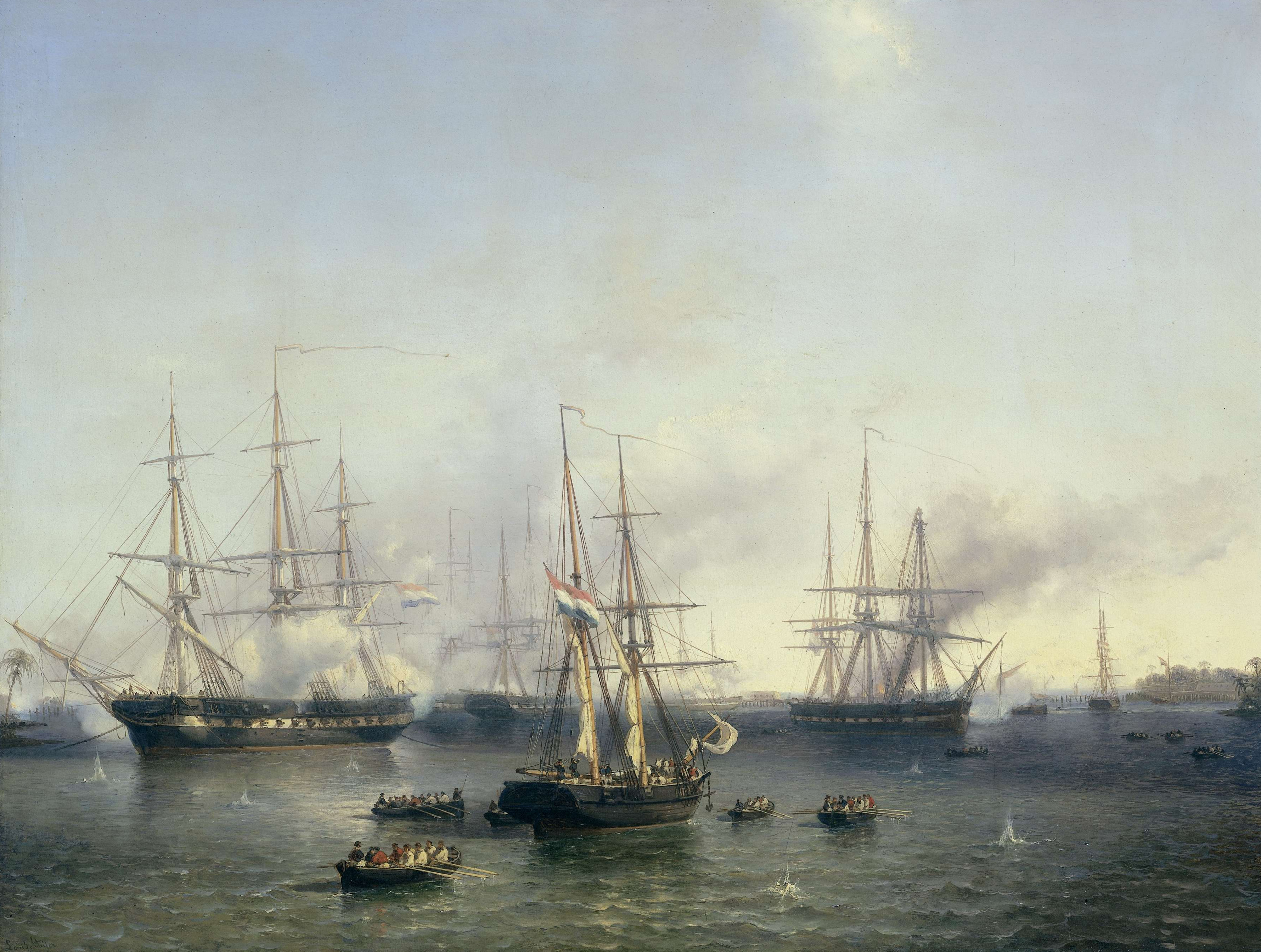